# Serica yulongshanica
Serica yulongshanica är en skalbaggsart som beskrevs av Ahrens 2005. Serica yulongshanica ingår i släktet Serica och familjen Melolonthidae. Inga underarter finns listade i Catalogue of Life.